# Василевичи (Сморгонский район)
Василе́вичи (бел. Васіле́вічы, пол. Wasilewicze) — деревня в Сморгонском районе Гродненской области Белоруссии.
Входит в состав Коренёвского сельсовета.
Расположена в центральной части района на левобережьи реки Оксна. Расстояние до районного центра Сморгонь по автодороге — около 5,5 км, до центра сельсовета деревни Корени по прямой — чуть более 7,5 км. Ближайшие населённые пункты — Голешонки, Левки, Свиридовичи. Площадь занимаемой территории составляет 0,3330 км², протяжённость границ 6130 м.
Согласно переписи население деревни в 1999 году насчитывало 60 человек.
До 2008 года Василевичи входили в состав Белковщинского сельсовета.
Через деревню проходят местные автомобильные дороги:
- Н6134 Голешонки — Понара
- Н7393 Василевичи — Левки — Осиновка

Также вдоль южной границы деревни проходит объездная дорога Н20415
Через Василевичи проходят регулярные автобусные маршруты:
- Сморгонь — Большая Мысса
- Сморгонь — Понара

В деревне находятся водяная мельница 1887 года постройки и дот времён Первой мировой войны.